# Testa Grigia
Die Testa Grigia, deutsch Graukopf, französisch (la) Tête grise, ist ein 3479 m ü. M. hoher Felskopf auf der Grenze zwischen dem Schweizer Kanton Wallis und dem Aostatal in Italien.

## Lage
Der Graukopf liegt in den Walliser Alpen mitten im Skigebiet von Zermatt/Breuil-Cervinia. Er ist über eine Gondelbahn und Schlepplifte von Zermatt her erreichbar. Von Breuil-Cervinia aus führen drei Seilbahnsektionen hinauf. Auf dem Graukopf befinden sich das Rifugio Guide del Cervino sowie eine Telekommunikationsanlage.

## Verbindung nach Zermatt
Mit der 3S-Seilbahn „Matterhorn Glacier Ride II“ von der Testa Grigia auf das Klein Matterhorn existiert ab 1. Juli 2023 eine lückenlose Seilbahnverbindung von Breuil-Cervinia nach Zermatt.